# 南久雄
南 久雄（みなみ ひさお、1944年1月29日 - ）は、日本の元プロボクサー。本名は南 久夫。大阪府吹田市出身。元日本ウェルター級、東洋ウェルター級、東洋ミドル級チャンピオン。日本、東洋で3つのタイトルを制した重量級の名選手。中外ジム所属。関西のジム出身者として初めて世界王座に挑んだ選手でもある。

## 略歴
1962年デビュー。1965年12月27日、渡辺亮の持つ日本ウェルター級王座に挑むが、引き分けで奪取ならず。翌1966年10月3日の再挑戦では渡辺に雪辱、10回判定勝ちで日本王座を獲得したものの、翌1967年3月27日の初防衛戦で窪倉和嘉に判定で敗れ、王座から陥落した。12月15日の再戦でも窪倉に判定負け、王座奪回はならなかった。
しかし、翌1968年には復調、6月19日にホープ龍反町を判定で破って地力を見せつけると、10月2日には東洋ウェルター級王者、強打のムサシ中野の強打を封じ、ダウンを奪っての判定勝ち。
その余勢を駆って同年11月20日、東洋ミドル級王座に挑む。王者は前世界ジュニアミドル級王者、韓国の金基洙であった。南は軽快なフットワークで金を見事にアウトボックスし、判定勝ちで王座を獲得した。
この王座は翌1969年3月1日の再戦で金に奪い返されたが、同年5月21日、今度はフィリピンのフィリピノ・ナバロを10回KOし、東洋ウェルター級王座を獲得、東洋の2階級を制した。
同年9月9日、遂に世界ジュニアミドル級チャンピオン、フレディ・リトルに挑んだが、2回、リトルの強烈な右ショートを浴びてKO負けで世界王座獲得ならず。同年12月17日の再起戦でも、上り調子のカシアス内藤に判定負け。
翌1970年4月1日、韓国の任炳模に敗れ、東洋ウェルター級王座を失う。金沢英雄、龍反町といった次代のスターに敗れた後、1971年1月8日、輪島功一の持つ日本ジュニアミドル級王座に挑んだが、7回KO負け。後に日本チャンピオンとなるイーグル佐藤に敗れたのを最後に引退した。

## 通算戦績
43戦22勝（3KO）17敗4引分け